# صحراء هامي
صحراء هامي (بالإنجليزية: The Desert of Hami ) هي جزء من صحراء جوبي (تقع بين الصين ومنغوليا)، التي تحتل المساحة بين سلسلة جبال تيان شان في الشمال، وسلسلة جبال نان شان في الجنوب، ومتصل في الغرب مع صحراء لوب، في وسط صحراء هامي تقه هضبة ترتفع 80 ميلا (130 كيلومتر)، ويبلغ ارتفاعها المتوسط حوالي 5000 قدم (1500 م)، وأقصى ارتفاع لها فيقدر بحوالي 5500 قدم (1700 م)، لا يعيش في صحراء هامي سوى القليل من البدو المنغوليين الذين يعتمدون في حياتهم على رعاية الماشية والبحث عن الماء.